# Centenário (Tocantins)
Centenário is een gemeente in de Braziliaanse deelstaat Tocantins. De gemeente telt 2.485 inwoners (schatting 2009).